# Yellowstonemeer
Het Yellowstonemeer (Engels: Yellowstone Lake) is met 352 km² het grootste meer van Yellowstone National Park in de Verenigde Staten. De rivier de Yellowstone stroomt door dit meer. Het is op sommige plaatsen 120 meter diep.
Het meer is populair bij vissers. Er leeft onder meer forel, zalm, karper en snoek. Het licht stromende water leent zich verder voor het maken van recreatieve tochten per kano.